# خلج (شرور)
خلج (به لاتین: Xələc) یک منطقه مسکونی در جمهوری آذربایجان است که در شهرستان شرور واقع شده است. خلج ۱۲۶۸ نفر جمعیت دارد.